# Campionati europei di canottaggio 1937

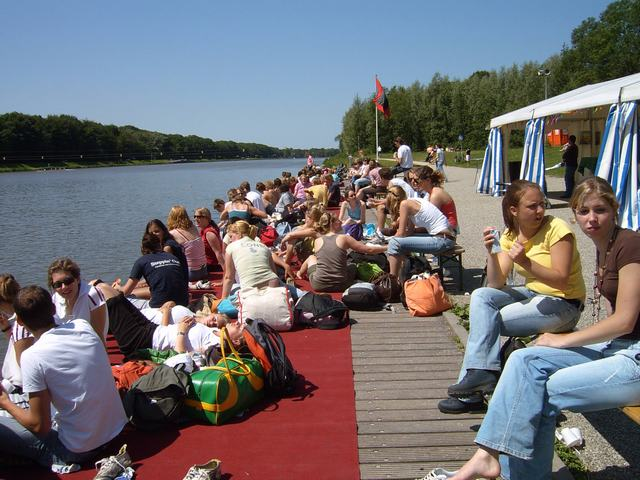
Una foto recente del bacino artificiale di Bosbaan, sede dalla XXXVII edizione dei campionati europei

I campionati europei di canottaggio 1937 si disputarono ad Amsterdam e furono la XXXVII edizione dei Campionati europei di canottaggio. I campionati si disputarono nel bacino di Bosbaan, e furono i primi in assoluto a svolgersi in bacino artificiale.

## Medagliere
| Pos.   | Nazione     |   |   |   | Totale |
| ------ | ----------- | - | - | - | ------ |
| 1      | Germania    | 4 | 1 | 0 | 5      |
| 2      | Italia      | 2 | 1 | 2 | 5      |
| 3      | Svizzera    | 1 | 1 | 1 | 3      |
| 4      | Danimarca   | 0 | 1 | 1 | 2      |
| 5      | Ungheria    | 0 | 1 | 1 | 2      |
| 6      | Austria     | 0 | 1 | 0 | 1      |
| 6      | Paesi Bassi | 0 | 1 | 0 | 1      |
| 8      | Polonia     | 0 | 0 | 2 | 2      |
| Totale | Totale      | 7 | 7 | 7 | 21     |

## Podi
| Gara          | Oro            | Argento         | Bronzo      |
| ------------- | -------------- | --------------- | ----------- |
| Singolo       | Eugene Studach | Josef Hasenöhrl | Roger Verey |
| Due di coppia | Germania       | Ungheria        | Italia      |
| Due senza     | Italia         | Danimarca       | Svizzera    |
| Due con       | Germania       | Italia          | Polonia     |
| Quattro senza | Germania       | Svizzera        | Ungheria    |
| Quattro con   | Germania       | Paesi Bassi     | Italia      |
| Otto          | Italia         | Germania        | Danimarca   |